# Chiesa di San Giuliano Martire (Argenta)
La chiesa di San Giuliano Martire è la parrocchiale patronale di Longastrino, frazione del comune italiano di Argenta in provincia di Ferrara e parte del territorio della frazione rientra nel comune di Alfonsine in provincia di Ravenna. Appartiene al vicariato di Argenta - Portomaggiore nell'arcidiocesi di Ravenna-Cervia. La parrocchia venne fondata nel XII secolo e parte del luogo di culto che ci è pervenuto risale al XX secolo. 

## Storia
La parrocchia a Longastrino venne fondata nel XII secolo e le prime citazioni del luogo di culto con dedicazione a San Giuliano risalgono al 1195. In quel periodo la chiesa era affidata ai canonici della cattedrale di Ravenna. Due secoli più tardi a questi subentrarono i canonici della chiesa di Santa Maria in Porto Fuori. In origine quasi sicuramente il luogo di culto si trovava su un sito leggermente diverso, allora chiamato froldo o bucche della chiesa vecchia, situato poco più a sud. Con la sua riedificazione ed ampliamento del XV secolo venne a trovarsi in località villa di Longastrino (o di Fossa Pudola). Il suo atto di fondazione venne firmato da papa Niccolò V il 19 settembre 1449. Nella visita pastorale del 1545 si ebbe conferma di tale presenza e poi, nel 1567, arrivò nella chiesa anche l'arcivescovo metropolita di Ravenna Giulio Feltrio della Rovere. Nella visita pastorale successiva, del 20 ottobre 1613 e realizzata dall'arcivescovo ravennate, la chiesa risultò essere di piccole dimensioni e con la presenza, nella sala, di due soli altari, il minore con dedicazione alla Madonna del Rosario. Era già presente la torre campanaria e la sua cella era dotata di due campane. Dopo la metà del secolo ai due altari presenti ne venne aggiunto un terzo, con dedicazione a Sant'Antonio di Padova e poco più tardi un quarto, con dedicazione alla Madonna del Carmine. Il tempio che ci è pervenuto risale al XX secolo.

## Descrizione

### Esterni
La chiesa si trova nell'abitato di Longastrino nella parte del suo territorio frazione di Argenta in provincia di Ferrara, a breve distanza dal confine col territorio della stessa frazione che appartiene al comune di Alfonsine in provincia di Ravenna. La facciata è in piazza San Giuliano, ha aspetto basilicale, è dotata di un portale di accesso principale e di due portali laterali minori posti ai lati. La torre campanaria si alza alla sua destra.